# سيدريك هينبارت
سيدريك هينبارت (بالفرنسية: Cédric Hengbart)‏ (مواليد 13 يوليو 1980 في فاليز - فرنسا) لاعب كرة قدم فرنسي يلعب حاليا لصالح نادي الدرجة الأولى أوكسير الفرنسي منذ 2008 في مركز الظهير الأيمن .

## روابط خارجية
- سيدريك هينبارت على موقع رابطة كرة القدم الفرنسية للمحترفين (الإنجليزية)
- سيدريك هينبارت على موقع قاعدة بيانات كرة القدم.إي يو (الإنجليزية)
- سيدريك هينبارت على موقع ليكيب (الفرنسية)
- سيدريك هينبارت على موقع Soccerway.com (الإنجليزية)
- سيدريك هينبارت على موقع عالم كرة القدم.نت (الإنجليزية)
- سيدريك هينبارت على موقع AS.com (الإسبانية)